# Permiano
| Periodo                                                                                    | Epoca               | Piano          | Età (Ma)      |
| ------------------------------------------------------------------------------------------ | ------------------- | -------------- | ------------- |
| Triassico                                                                                  | Triassico inferiore | Induano        | Più recente   |
| Permiano                                                                                   | Lopingiano          | Changhsingiano | 254,14 ± 0,07 |
| Permiano                                                                                   | Lopingiano          | Wuchiapingiano | 259,51 ± 0,21 |
| Permiano                                                                                   | Guadalupiano        | Capitaniano    | 264,28 ± 0,16 |
| Permiano                                                                                   | Guadalupiano        | Wordiano       | 266,9 ± 0,4   |
| Permiano                                                                                   | Guadalupiano        | Roadiano       | 274,4 ± 0,4   |
| Permiano                                                                                   | Cisuraliano         | Kunguriano     | 283,3 ± 0,4   |
| Permiano                                                                                   | Cisuraliano         | Artinskiano    | 290,1 ± 0,26  |
| Permiano                                                                                   | Cisuraliano         | Sakmariano     | 293,52 ± 0,17 |
| Permiano                                                                                   | Cisuraliano         | Asseliano      | 298,9 ± 0,15  |
| Carbonifero                                                                                | Pennsylvaniano      | Gzheliano      | Più antico    |
| Suddivisione del Permiano secondo la Commissione internazionale di stratigrafia dell'IUGS. |                     |                |               |

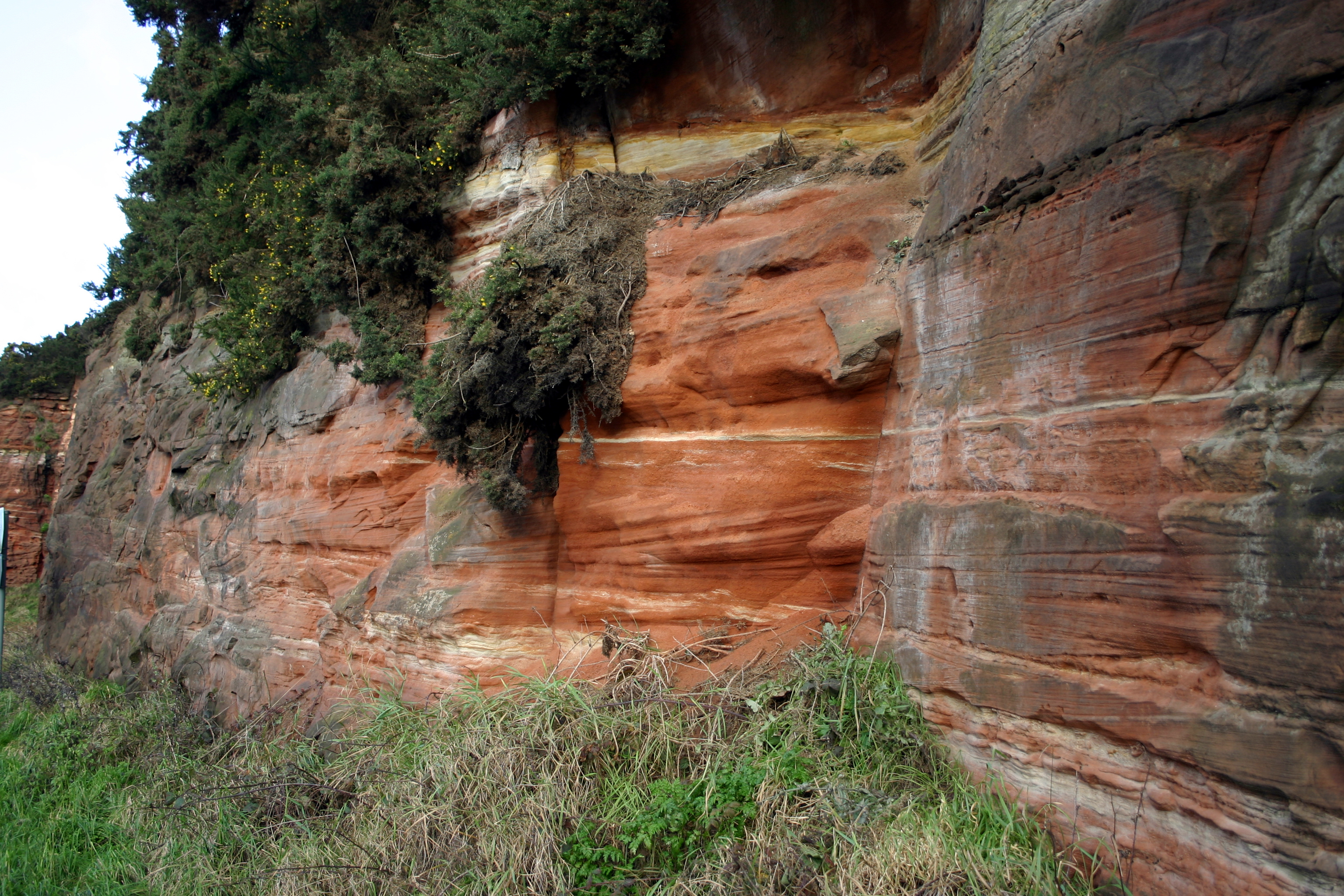
Rocce di confine tra Permiano e Triassico, presso Runcorn in Inghilterra.

Il Permiano è l'ultimo dei sei periodi in cui è divisa l'era geologica del Paleozoico e si estende da 298,9± 0,15 a 251,902 ± 0,024 milioni di anni fa. È compreso tra il Carbonifero e il Triassico, il primo periodo della successiva era del Mesozoico.
Fu così battezzato dal geologo inglese Roderick Impey Murchison intorno al 1840, basandosi sugli strati di rocce rosse che occupano un vasto bacino ad ovest degli Urali, in corrispondenza dell'antico stato di Permia, in Russia.
La fine del periodo è caratterizzata dalla più importante estinzione di massa nella storia della Terra, l'estinzione di massa del Permiano-Triassico.

## Etimologia
Il Permiano deriva il suo nome da quello dell'antico stato di Permia, in Russia. La sua denominazione e la prima definizione di Permiano furono introdotti nella letteratura scientifica nel 1840 dal geologo inglese Roderick Murchison.

## Limiti
Il limite con il Carbonifero è stato fissato in base a considerazioni essenzialmente litostratigrafiche e non fondato su un marcato break faunistico. In base a ciò, è risultato sempre molto difficile stabilire con precisione l'inizio del Permiano al di fuori del bacino russo. Nell'Europa centrale si tende a porre il passaggio fra i due sistemi alla scomparsa delle intercalazioni di carbone al contemporaneo inizio dei sedimenti rossi, ma è incerto se il limite determinato in questo modo sia strettamente coevo con quello fissato sulla piattaforma russa. Nella Tetide l'inizio del Permiano viene stabilito attraverso correlazioni biostratigrafiche a mezzo soprattutto di fusuline e brachiopodi, correlazioni, tuttavia, rese difficili dal fatto che il bacino russo e la Tetide appartengono a province biogeografiche diverse e quindi presentano faune dissimili in gran parte degli elementi. Ben determinato risulta invece il limite superiore del Permiano, coincidente con il passaggio dal Paleozoico al Mesozoico.

## Definizioni stratigrafiche e GSSP
La base del Permiano coincide con quella della sua prima epoca, il Cisuraliano, e del suo primo piano, l'Asseliano ed è 
definita dalla prima comparsa negli orizzonti stratigrafici dei conodonti della specie Streptognathodus "wabaunsensis" .
Il limite superiore dell'Asseliano (nonché base del successivo Sakmariano) è fissato alla prima comparsa del conodonte Streptognathodus postfusus.

### GSSP
IL GSSP, il profilo stratigrafico di riferimento della Commissione Internazionale di Stratigrafia, fu proposto da Davydov ed è localizzato nella valle del fiume Aidaralash, presso Aqtöbe, nei monti Urali del Kazakistan.

## Suddivisioni
La Commissione internazionale di stratigrafia riconosce tre epoche e nove piani del Permiano, distribuiti dal più recente al più antico secondo il seguente schema:
- Lopingiano
  - Changhsingiano (253,8 ± 0,7 - 251,0 ± 0,4 milioni di anni fa (Ma)
  - Wuchiapingiano (260,4 ± 0,7 - 253,8 ± 0,7 Ma)
- Guadalupiano
  - Capitaniano (265,8 ± 0,7 - 260,4 ± 0,7 Ma)
  - Wordiano (268,0 ± 0,7 - 265,8 ± 0,7 Ma)
  - Roadiano (270,6 ± 0,7 - 268,0 ± 0,7 Ma)
- Cisuraliano
  - Kunguriano (275,6 ± 0,7 - 270,6 ± 0,7 Ma)
  - Artinskiano (284,4 ± 0,7 - 275,6 ± 0,7 Ma)
  - Sakmariano (294,6 ± 0,8 - 284,4 ± 0,7 Ma)
  - Asseliano (299,0 ± 0,8 - 294,6 ± 0,8 Ma)

Vi sono due diverse filosofie alla base della suddivisione in piani del Permiano; alcuni partono dal presupposto che i singoli bacini di sedimentazione hanno sviluppato successioni biologiche sostanzialmente diverse, per cui è impossibile riconoscere in tutto il mondo le suddivisioni cronostratigrafiche stabilite in un bacino su eventi evolutivi locali. Per un altro gruppo di studiosi è invece possibile costruire una scala cronostratigrafica valida per tutto il mondo utilizzando le ammoniti. Secondo questi autori gli standard delle zone ad ammoniti che permettono di definire i piani vanno scelti dove le faune sono meglio rappresentate, a prescindere dal bacino di sedimentazione.

## Paleogeografia

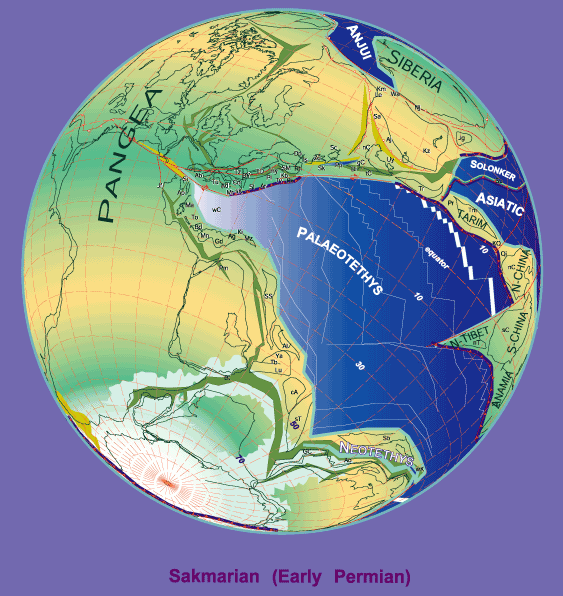
La conformazione delle terre emerse nel Sakmariano, all'inizio del Permiano.

La posizione paleogeografica dei continenti durante il Permiano vede le terre emerse riunite in una grande massa continentale chiamata Pangea, nella quale possono essere individuati i blocchi continentali che costituiranno, in epoche successive, la Gondwana e la Laurasia.
Il blocco continentale europeo si formò in seguito all'orogenesi ercinica che trasformò l'Europa, alla fine del Carbonifero, in un'area debolmente montuosa, isostaticamente instabile, sede di movimenti verticali e vulcanismo postorogenetico. Nelle depressioni intramontane si formarono depositi alluvionali e, con l'inaridimento del clima, depositi di arenarie rossastre.
Il blocco continentale americano presenta una storia evolutiva simile a quella dell'Europa e, nel Permiano, era completamente unito ad essa, così da rappresentare un suo prolungamento verso ovest. Il bacino americano occidentale, corrispondente alla linea di costa occidentale dell'attuale Nord America, era completamente sommerso dal mare (dall'Alaska alla California).
Il blocco continentale corrispondente all'attuale Asia si estendeva ad est dell'Europa e combaciava superiormente ad essa con l'America settentrionale.
A meridione dell'Asia si apriva un vasto mare, esteso dal Giappone all'Italia, chiamato Tetide, enorme bacino caratterizzato da molteplici situazioni paleogeografico-strutturali, che trova riscontro in successioni stratigrafiche estremamente diversificate da regione a regione. Al sud di questo ammasso di terre, in collegamento diretto con il blocco americano settentrionale, si trovavano le terre che costituiranno la Gondwana e, successivamente, l'America meridionale, l'Africa, l'India, l'Antartide e l'Australia.

## Clima
Quando inizia il Permiano, la Terra si trovava in una fase di era glaciale, cosicché le regioni polari erano coperte da spessi strati di ghiaccio. Le glaciazioni continuarono a coprire gran parte del territorio della Gondwana, come già successo nel precedente periodo del Carbonifero. Allo stesso tempo i tropici erano coperti da paludose foreste.
Verso la metà del periodo il clima divenne più caldo e mite, i ghiacciai si ritirarono, e l'interno dei continenti divenne più secco. Gran parte dell'interno della Pangea era probabilmente arido, con grandi fluttuazioni stagionali (stagioni da umide a secche), a causa della perdita degli effetti di moderazione delle zone vicine all'acqua. Questa tendenza a diventare più secco continuò fino alla fine del Permiano, con l'alternarsi di periodi più caldi e più freddi.

## Vita
Per quanto riguarda la vita rappresentativa del periodo in esame, il Permiano fu caratterizzato da grandi cambiamenti biologici e da un'abbondanza di forme di vita estremamente specializzate e diversificate.

### Fauna

#### Invertebrati
Gli invertebrati marini si ricollegano strettamente a quelli del Carbonifero superiore, tanto da suggerire ad alcuni studiosi di riunire i due periodi in un unico sistema chiamato Antracolitico. Le affinità riguardano però gli ordini e le famiglie e vengono a sparire se si considera l'associazione a livello specifico e generico. Alcuni gruppi di invertebrati marini presentano, anzi, un'evoluzione così rapida da poter essere utilizzati per sottili suddivisioni cronostratigrafiche entro il periodo come fusulinidae, ammoniti, spesso rare ma importanti ai fini stratigrafici, e brachiopodi, molto comuni e diversificati, spesso in associazione con briozoi, crinoidi, gasteropodi e bivalvi.
Le comunità di piattaforma carbonatica, pur dominate da bio-costruzioni prevalentemente di origine batterico-algali, sono ancora ricche e diversificate per la maggior parte del periodo, caratterizzate da associazioni a crinoidi, briozoi e tetracoralli, e da brachiopodi con forme caratterizzate dallo sviluppo estremo di una sola valva (adattamento spinto all'ambiente di reef, simile a quello sviluppato dalle rudiste nel tardo Mesozoico).

#### Vertebrati

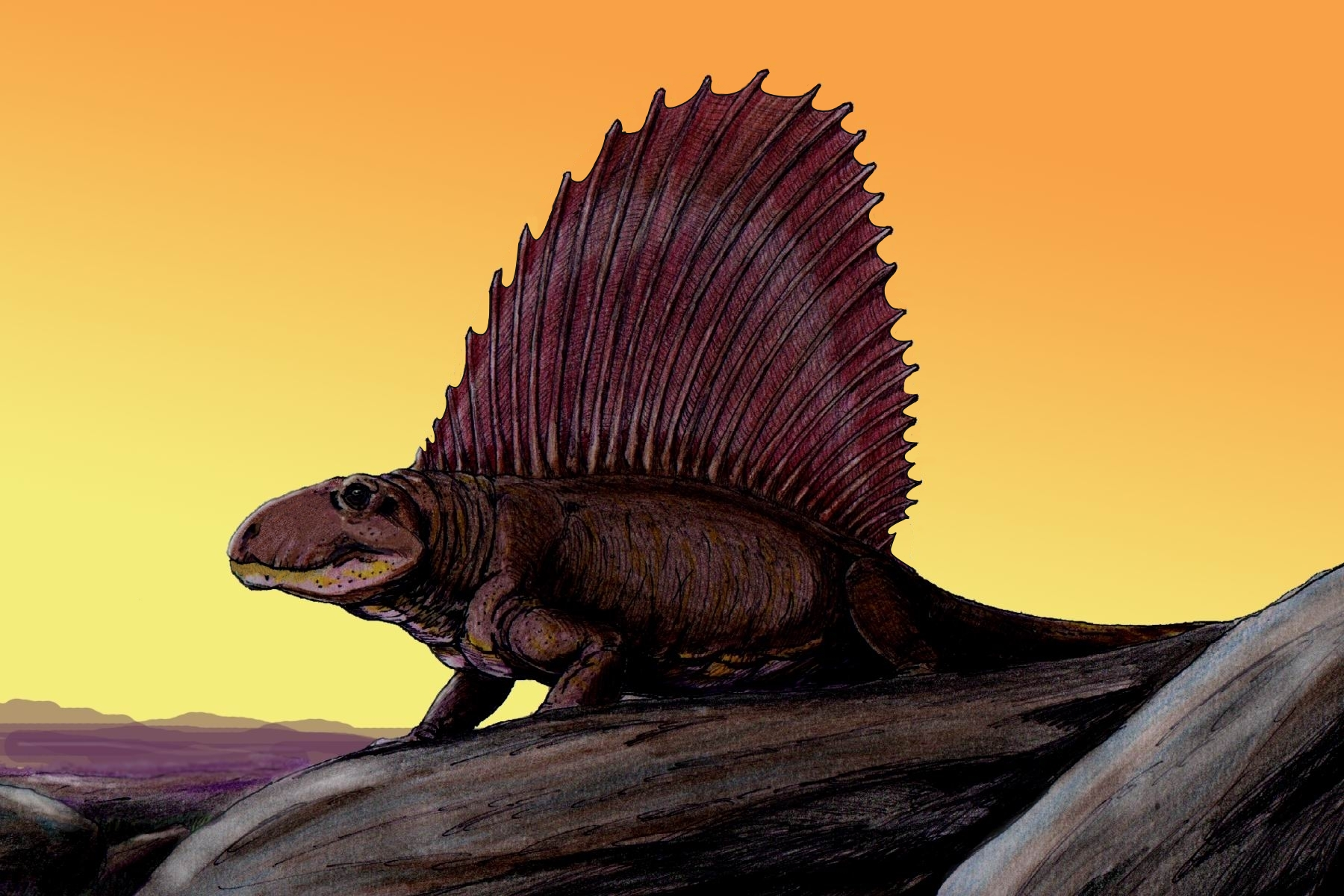
Dimetrodon (Pelycosauria)

L'inizio del Permiano segna un notevole cambiamento climatico rispetto al periodo precedente: le lussureggianti foreste del Carbonifero scompaiono e inizia un periodo di siccità. Il mutamento si ripercuote sulla fauna: i pesci ossei primitivi (paleonisciformi) sopravvivono, ma gran parte dei condritti scompare; rimangono alcune forme di acqua dolce (Xenacanthidae) e poche altre. Tra gli anfibi, sono molti i gruppi in crisi (nel corso del periodo scompaiono i lepospondili), anche se i temnospondili si evolvono verso nuove specializzazioni, soprattutto terrestri (Dissorophidae).
I rettili continuano il loro cammino con forme arcaiche ma specializzate (Procolophonia, Pareiasauria, Bolosauridae). Da alcune forme primitive (Protorothyrididae) si originano animali più evoluti (Araeoscelidia), ovvero i primi rappresentanti dei diapsidi. I sinapsidi, invece, conoscono un periodo di grande sviluppo: i cosiddetti pelicosauri (Dimetrodon, Edaphosaurus) sono i primi animali terrestri a regolare la temperatura del corpo, e danno in seguito origine ai terapsidi. Questi ultimi, verso la fine del Permiano, divengono i vertebrati dominanti e si diversificano in una moltitudine di forme (Gorgonopsia, Therocephalia, Cynodontia, Dicynodontia, Dinocephalia, Biarmosuchia); alla fine del periodo, però, avviene un'estinzione di massa per cause ancora sconosciute, che spazza via gran parte dei terapsidi.
Tra i pochi sopravvissuti nel Triassico vi sono i progenitori dei mammiferi.

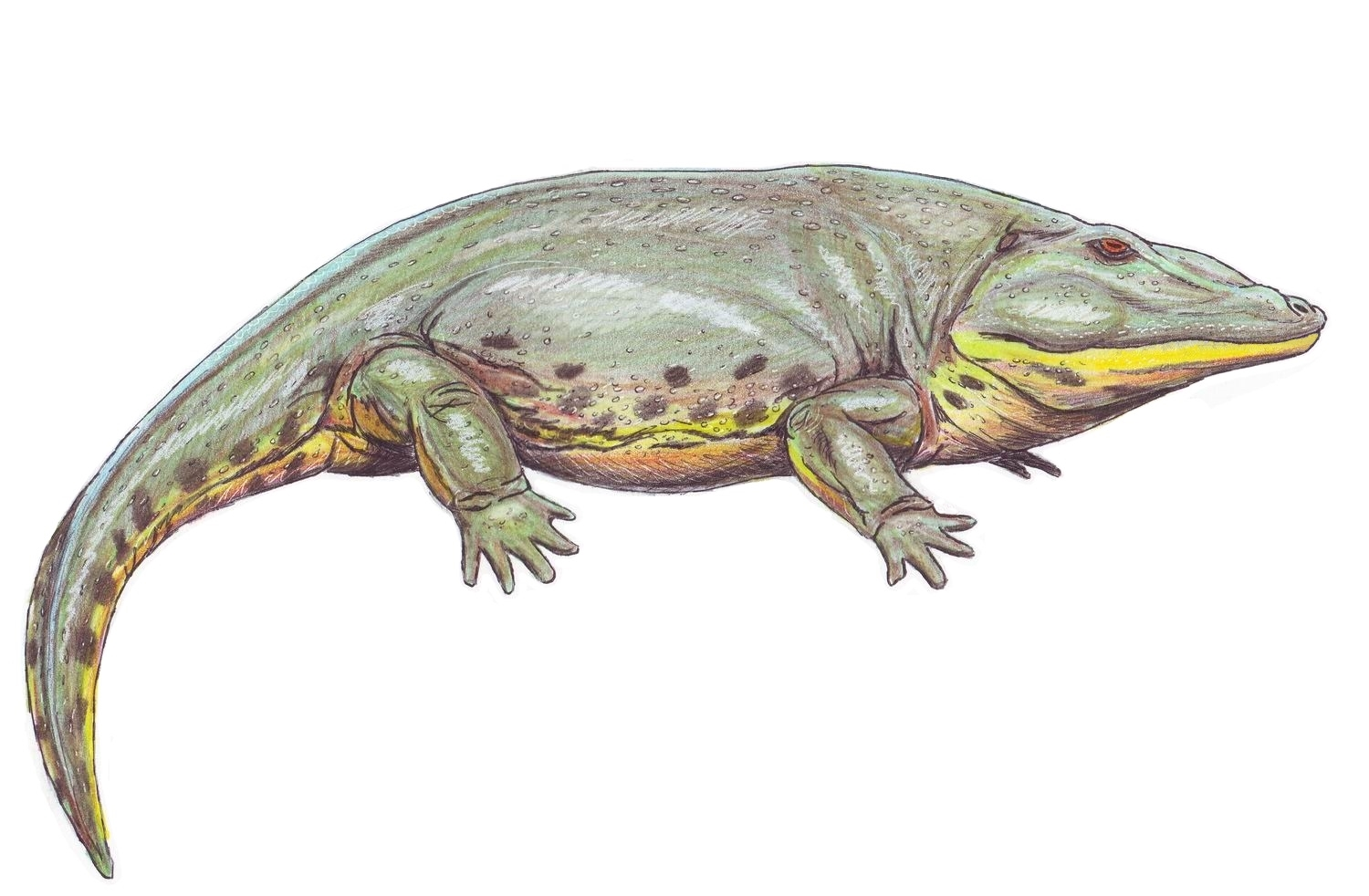
Eryops (Anfibio)
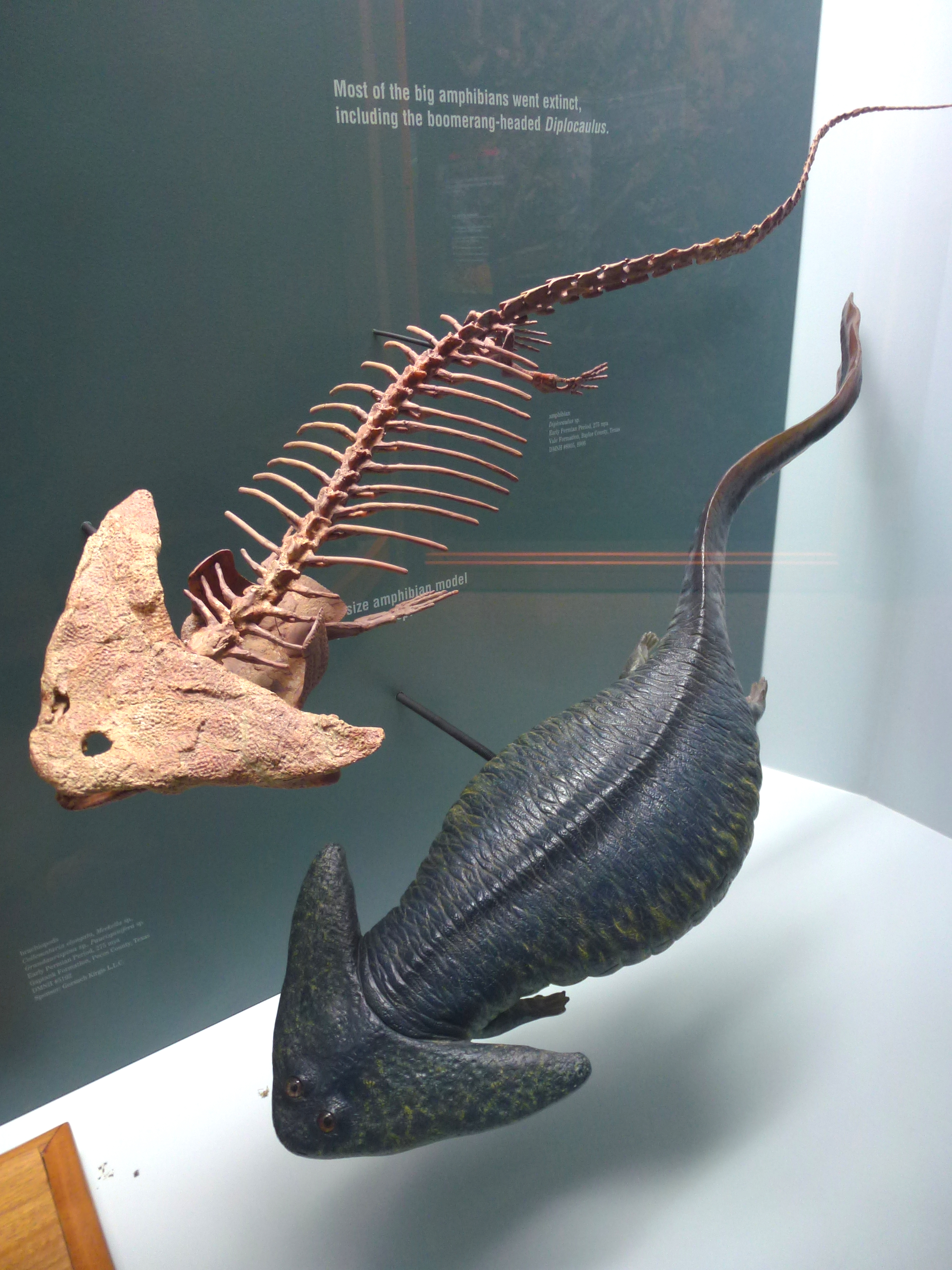
Diplocaulus (Anfibio)
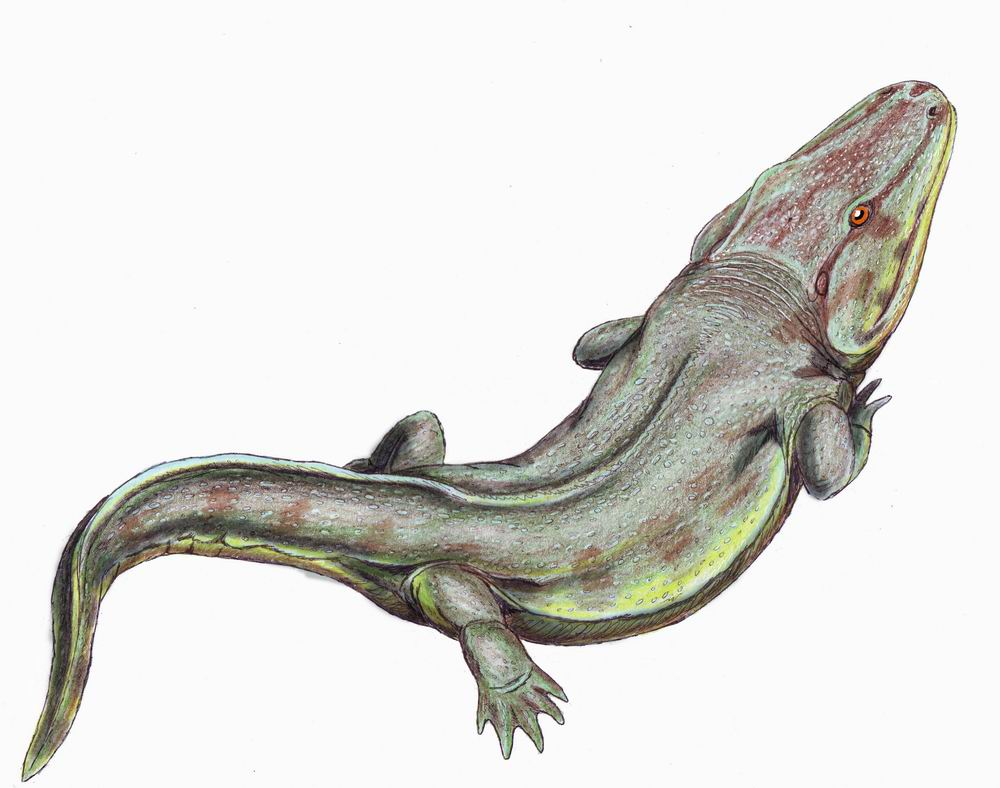
Rhinesuchus (Anfibio)
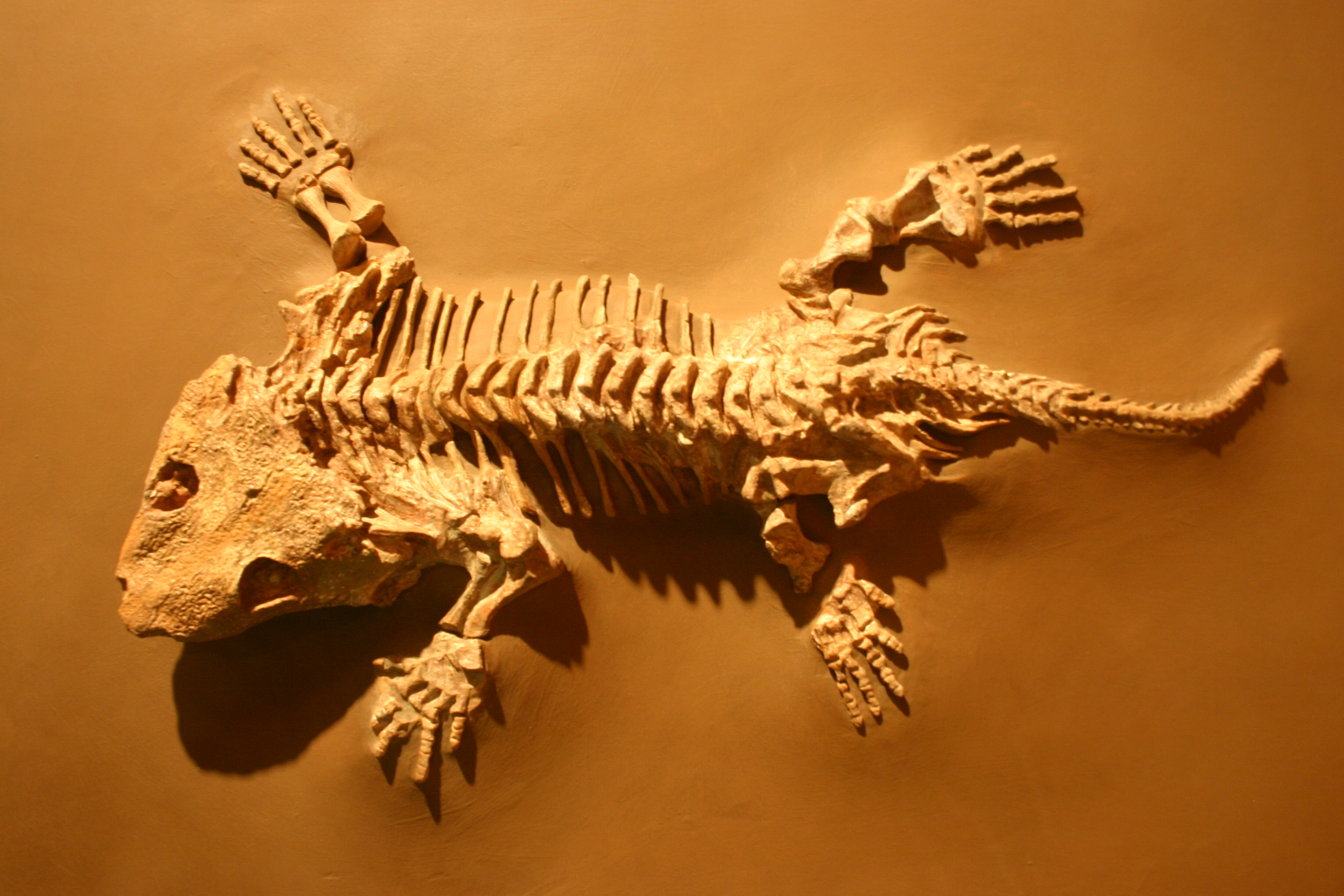
Seymouria (Reptiliomorpha)
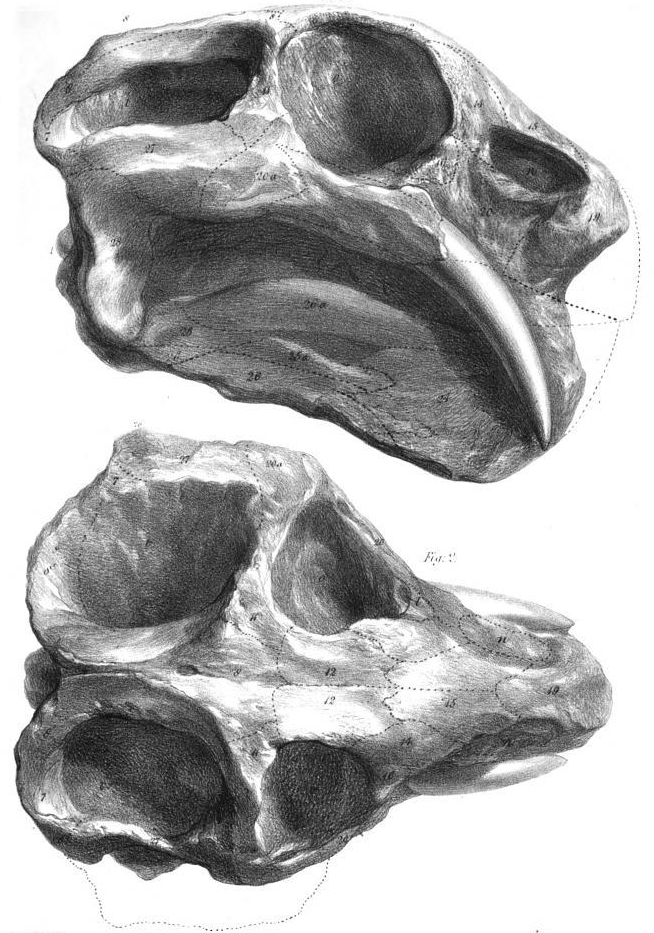
Dicynodon (Dicynodontia)
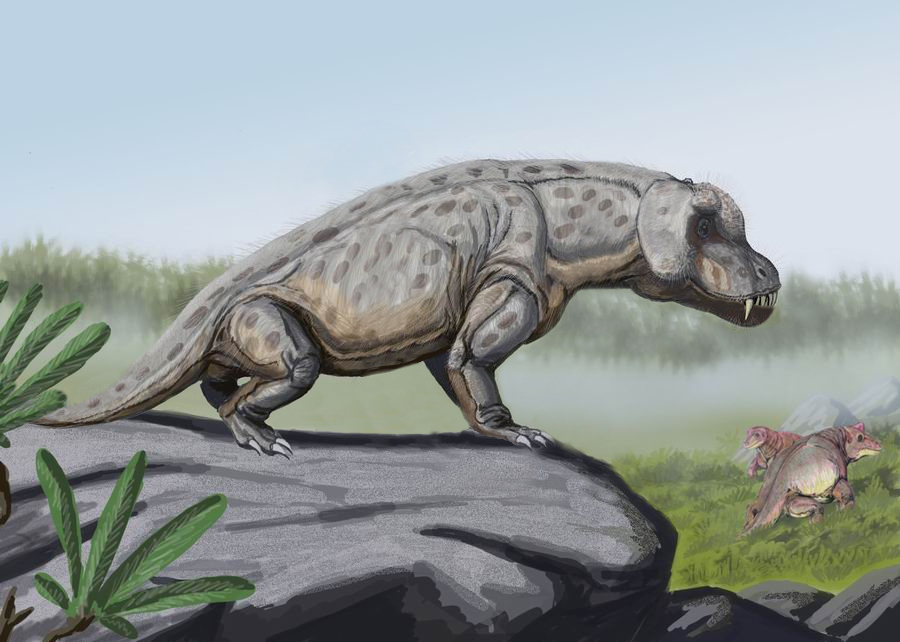
Anteosaurus (Dinocephalia)
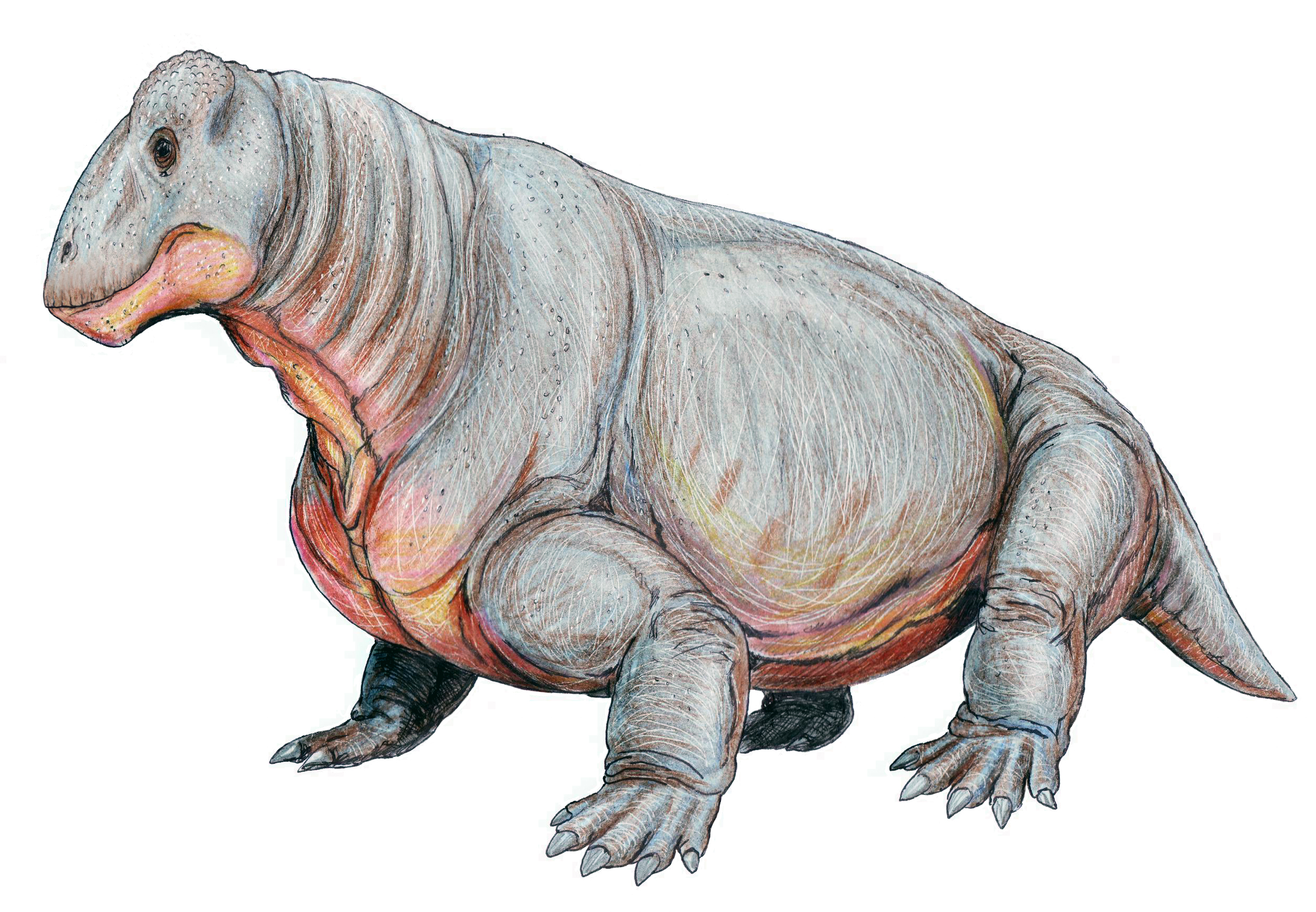
Ulemosaurus (Dinocephalia)
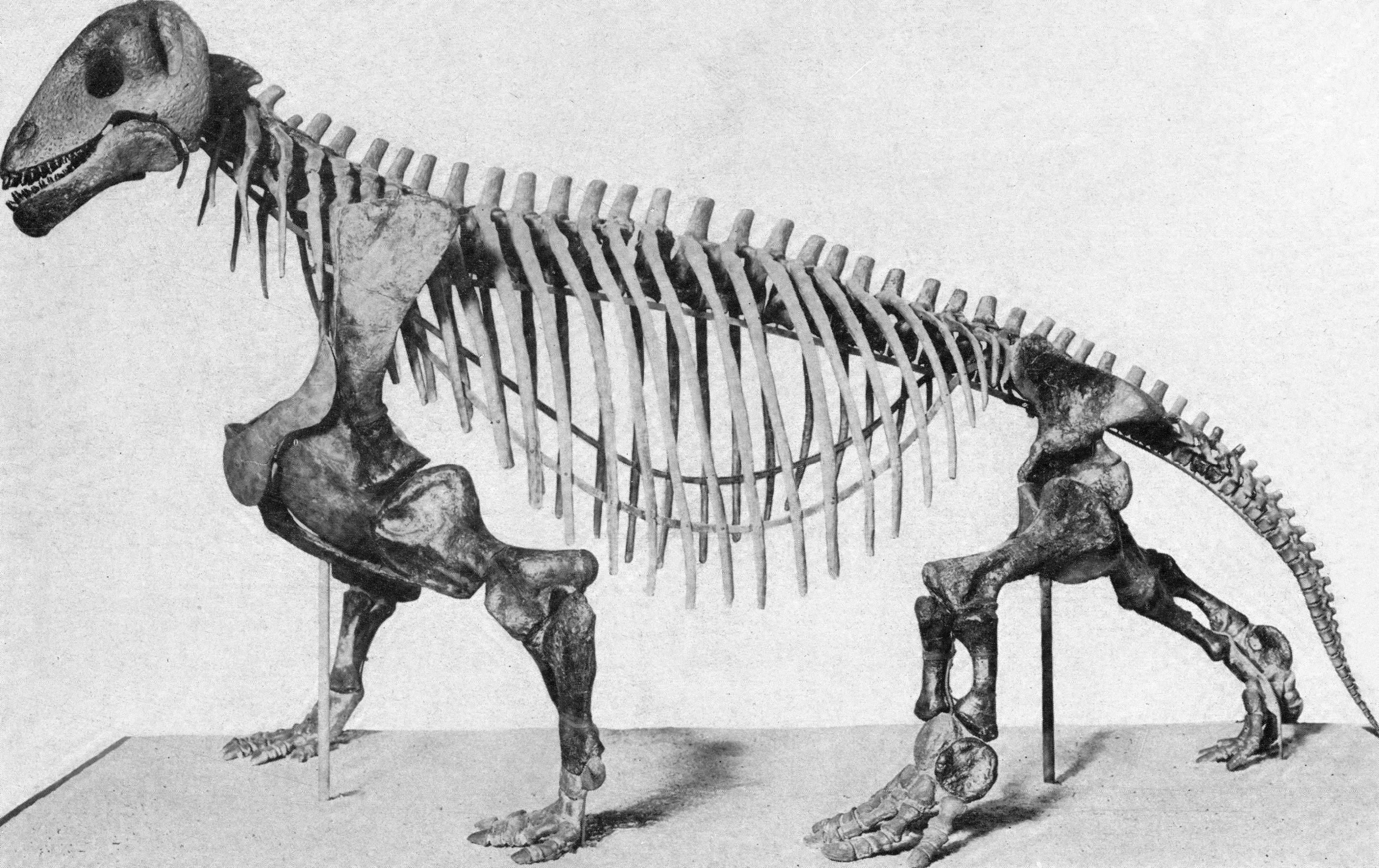
Moschops (Dinocephalia)
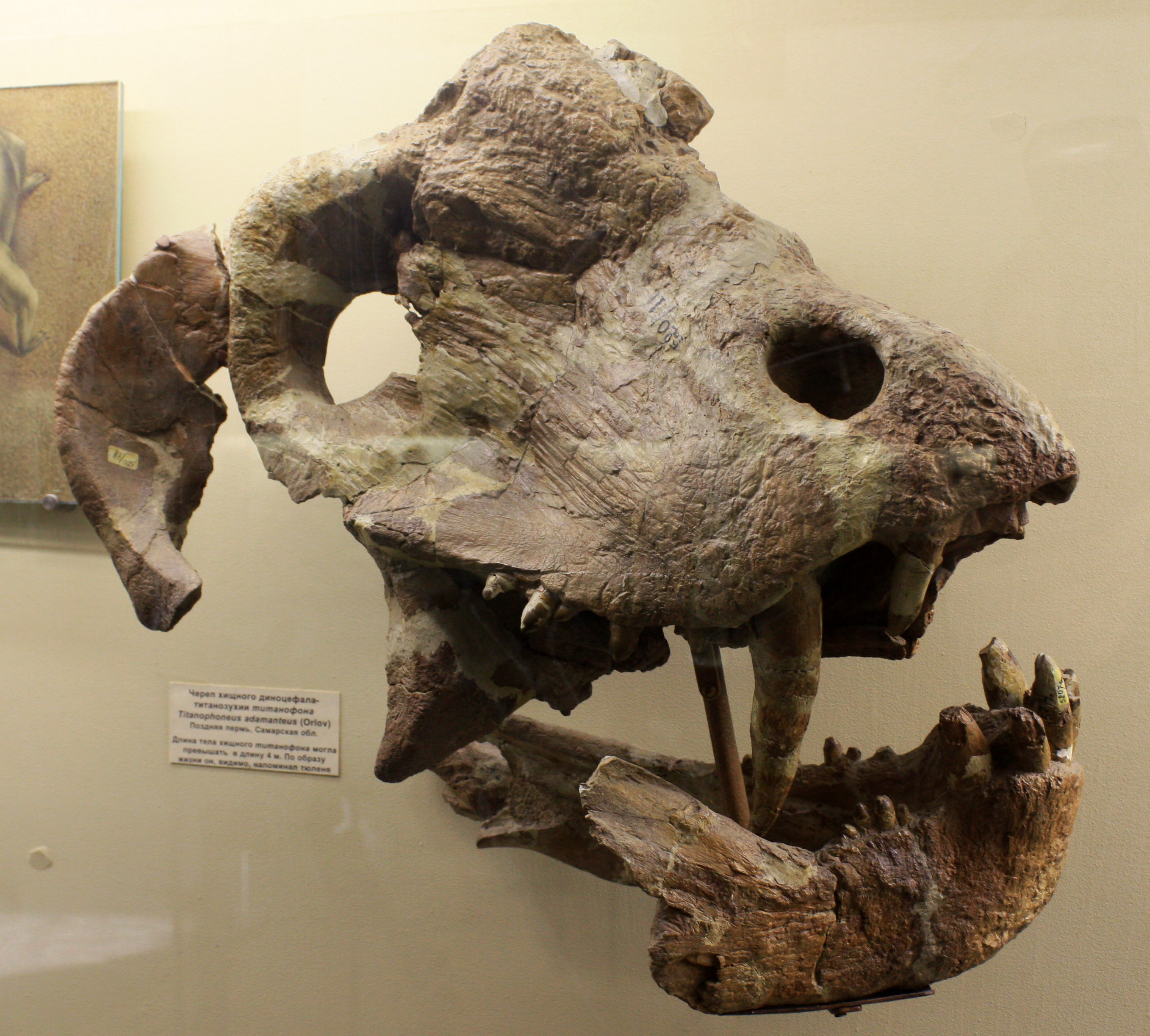
Titanophoneus (Dinocephalia)
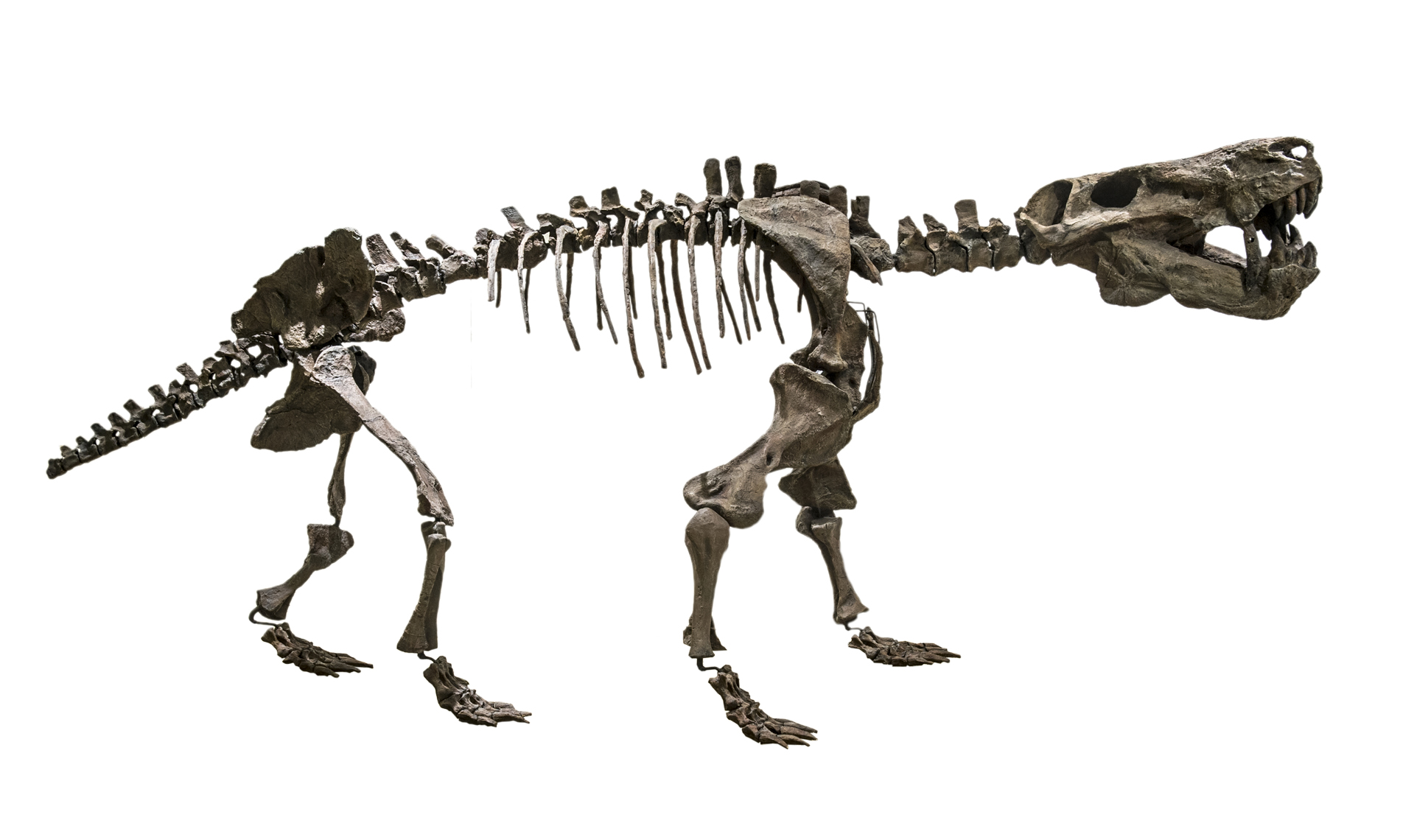
Inostrancevia (Gorgonopsia)
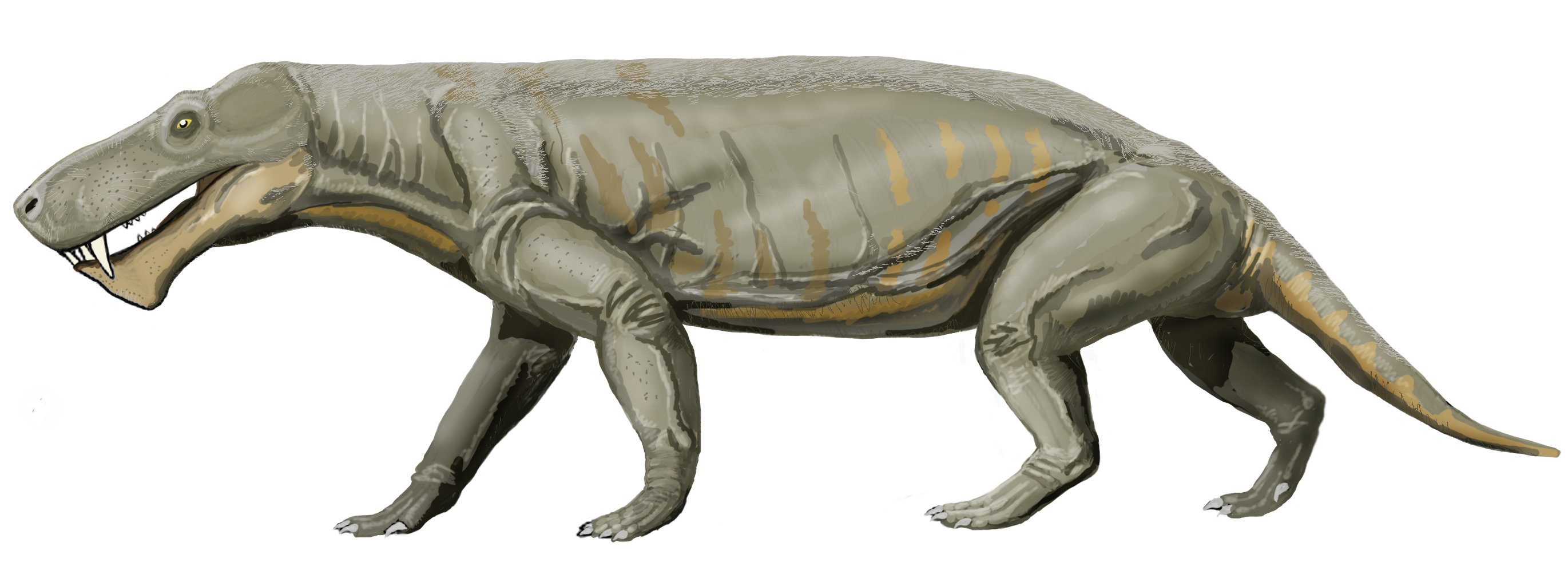
Gorgonops (Gorgonopsia)
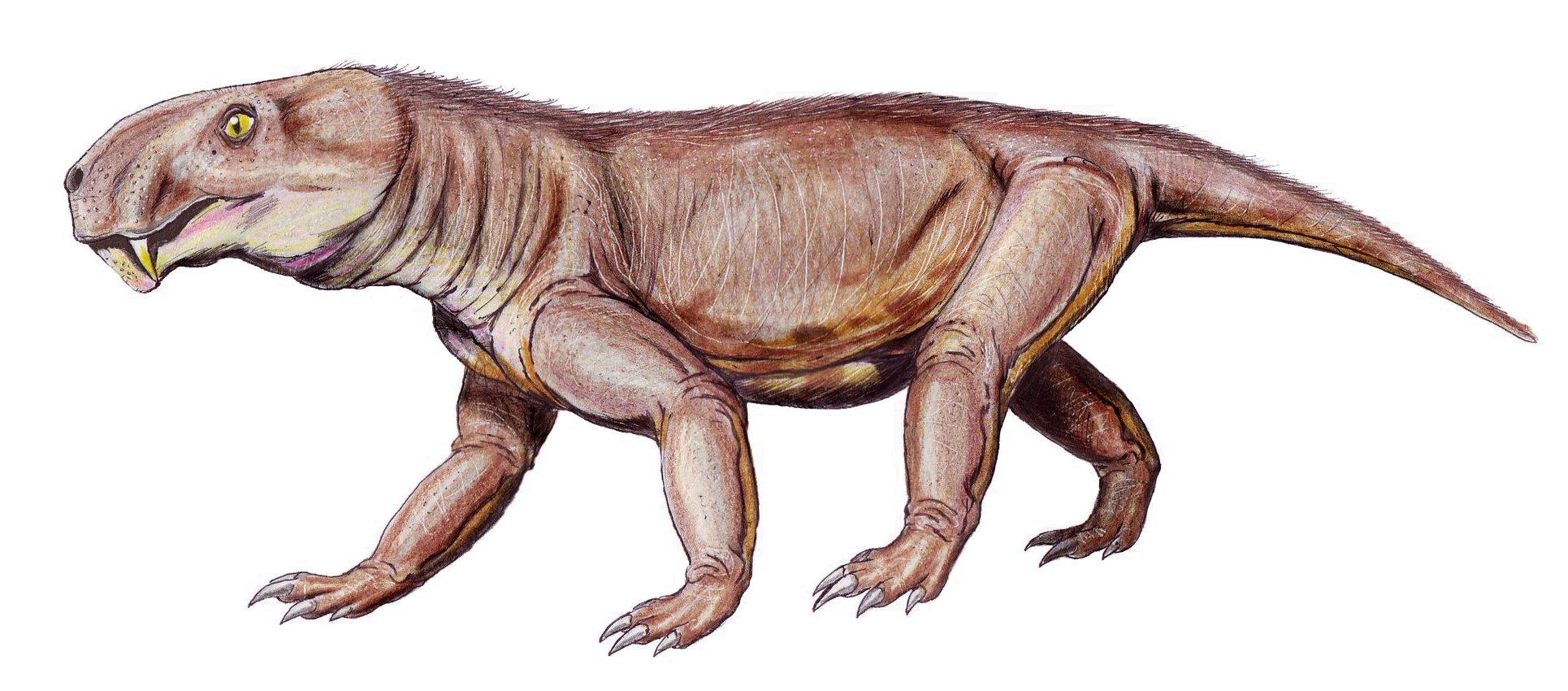
Sauroctonus (Gorgonopsia)
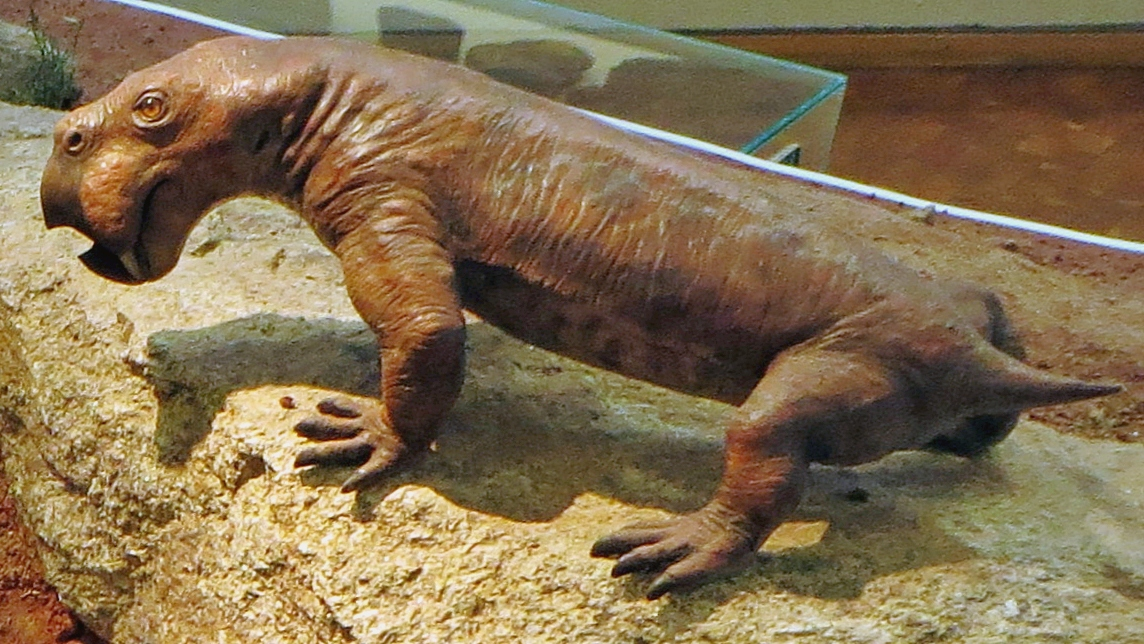
Diictodon (Dicynodontia)
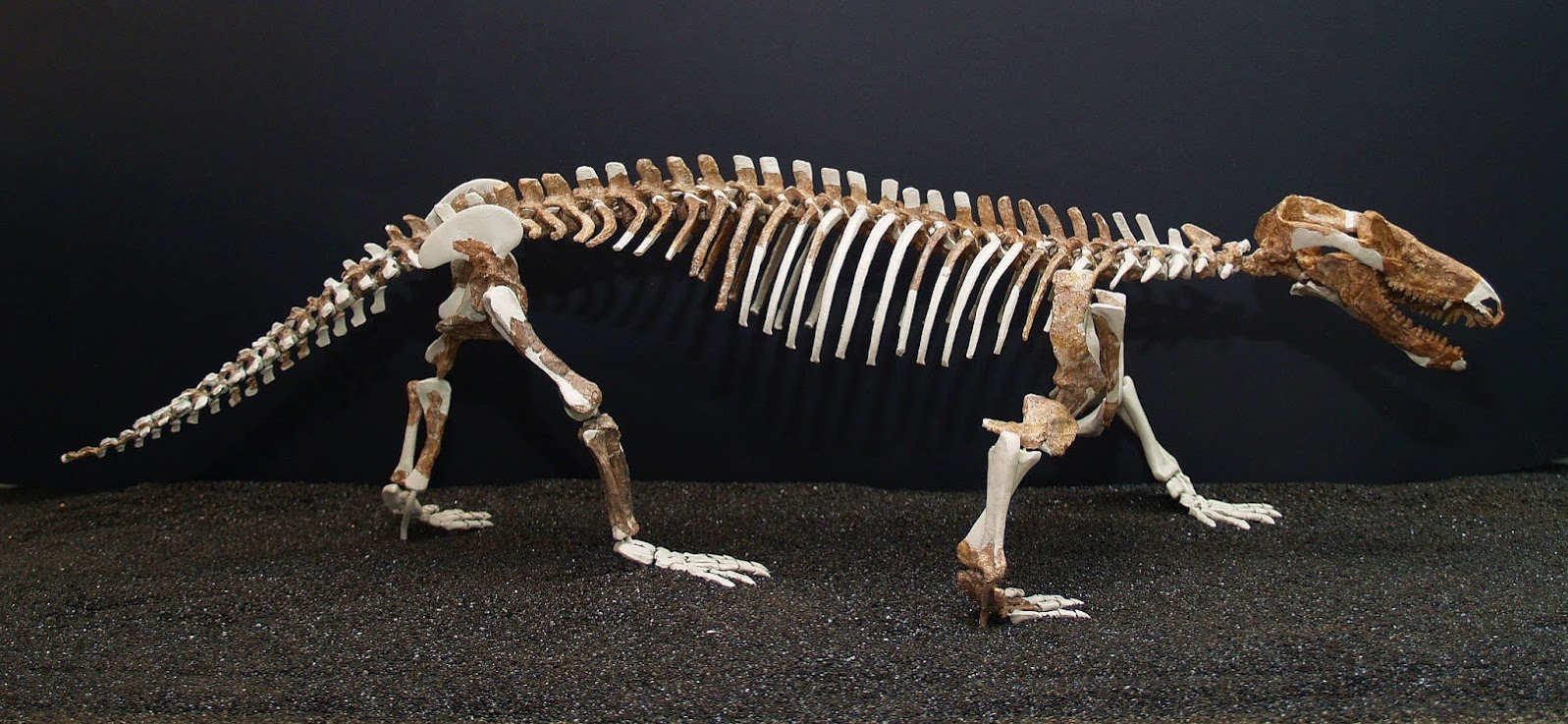
Procynosuchus (Cynodontia)
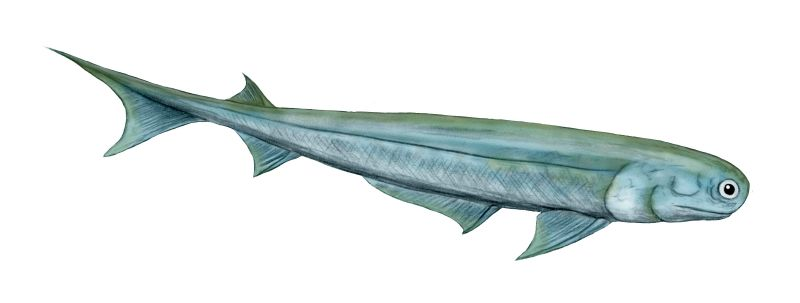
Acanthodes (Acanthodii)
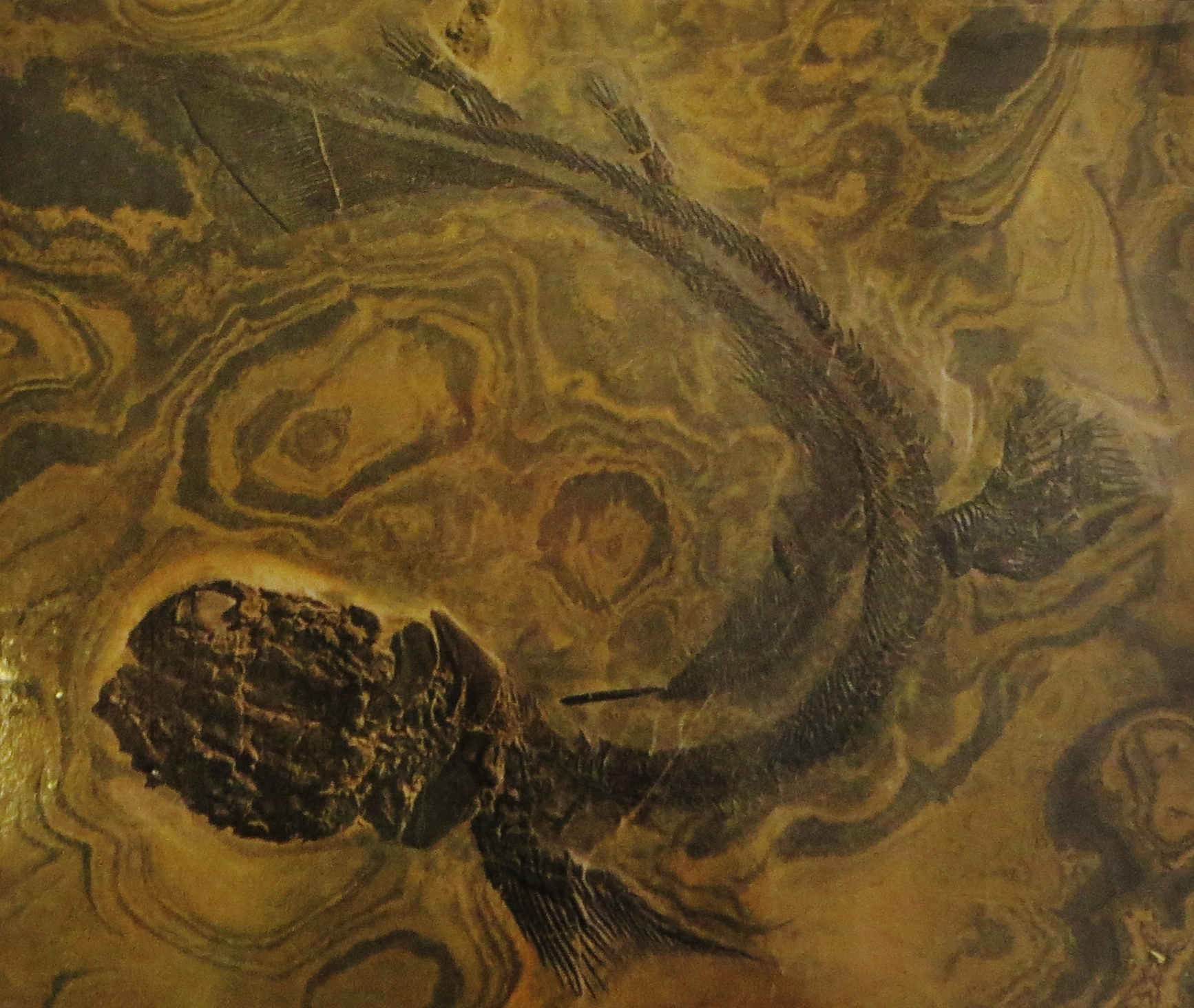
Orthacanthus (Chondrichthyes)
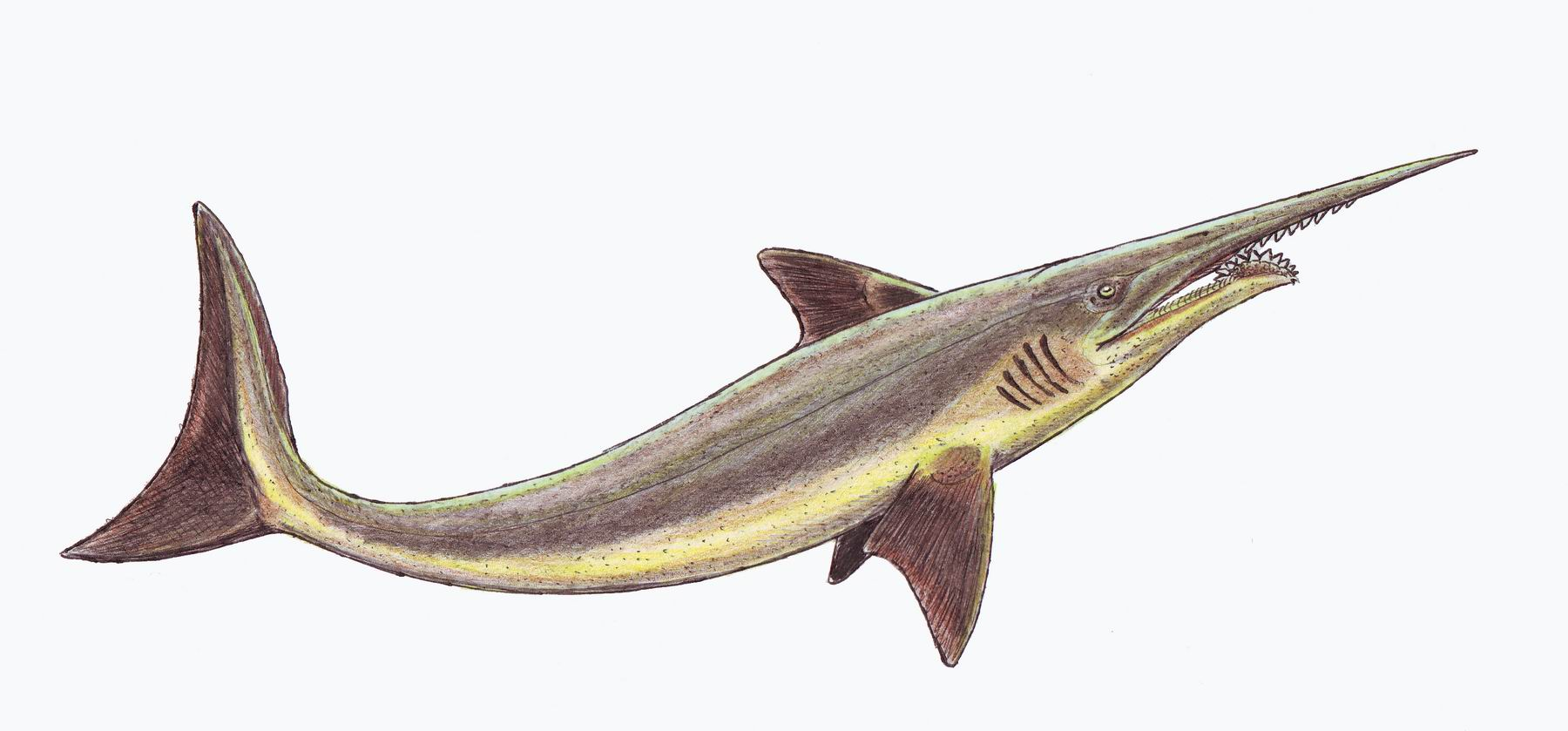
Sarcoprion (Chondrichthyes)
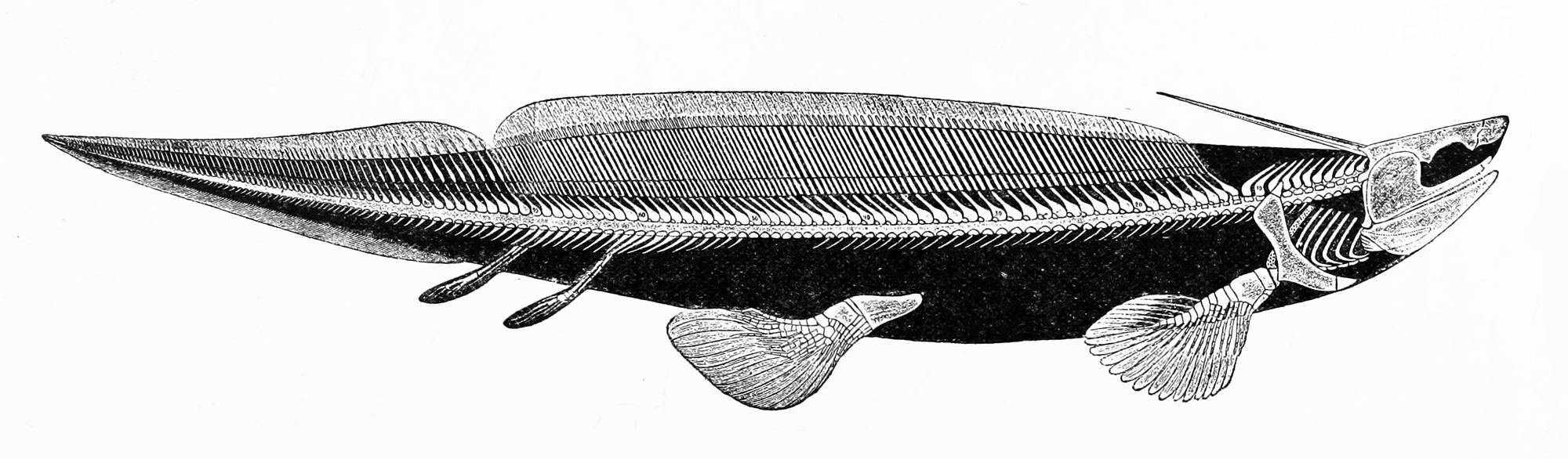
Xenacanthus (Chondrichthyes)
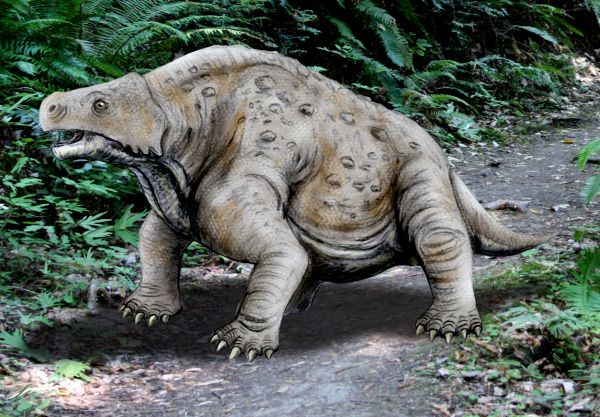
Pareiasaurus (Sauropsida)
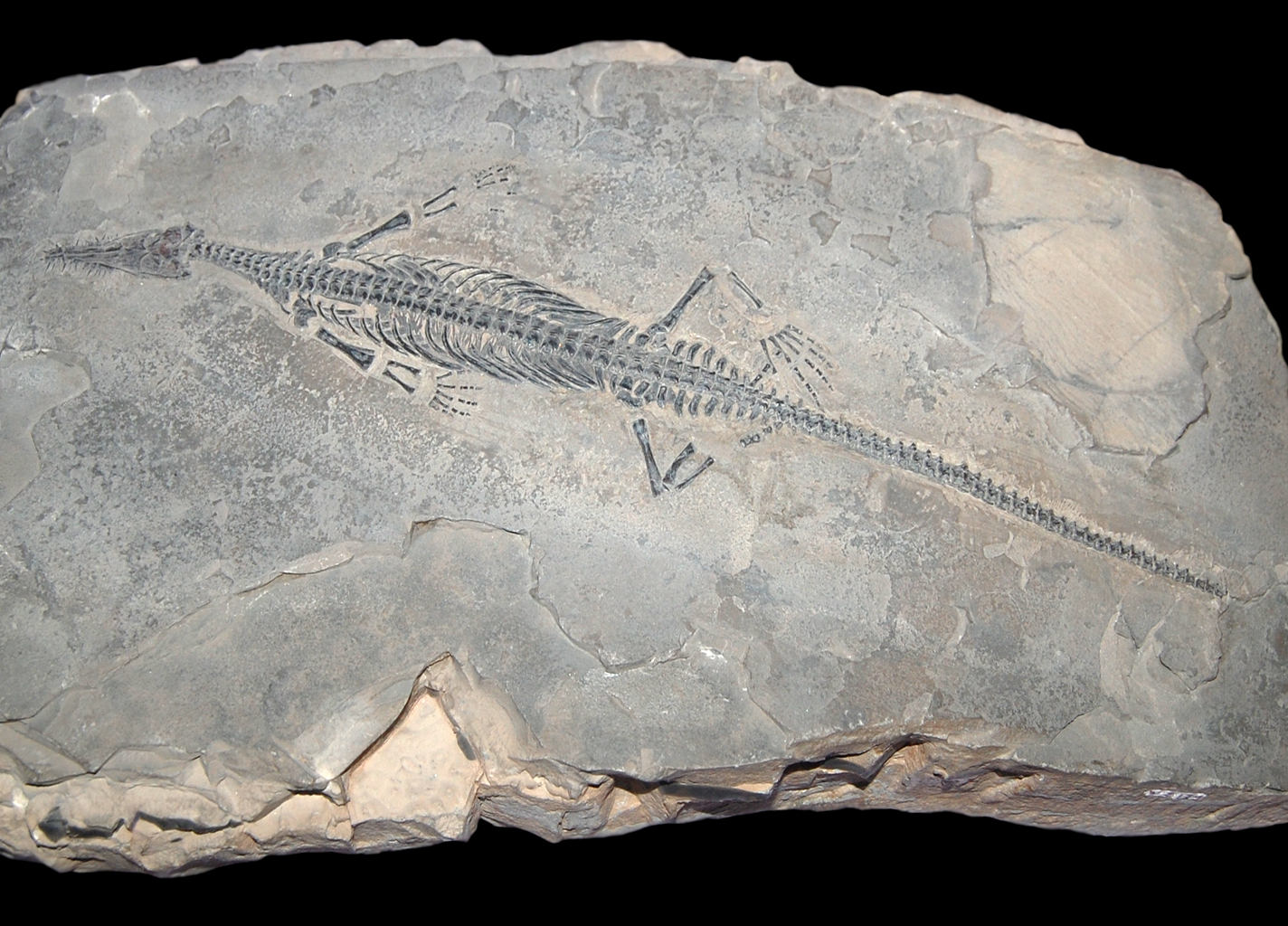
Mesosaurus (Sauropsida)
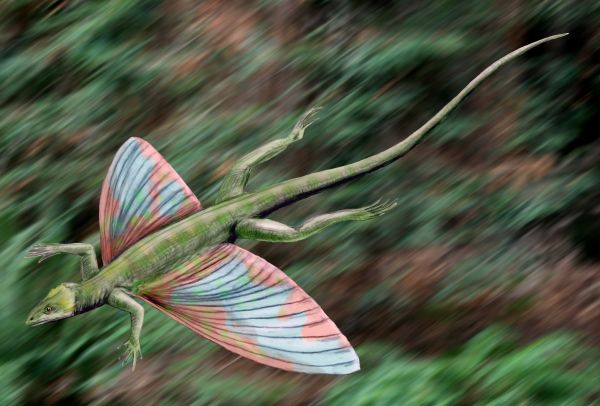
Coelurosauravus
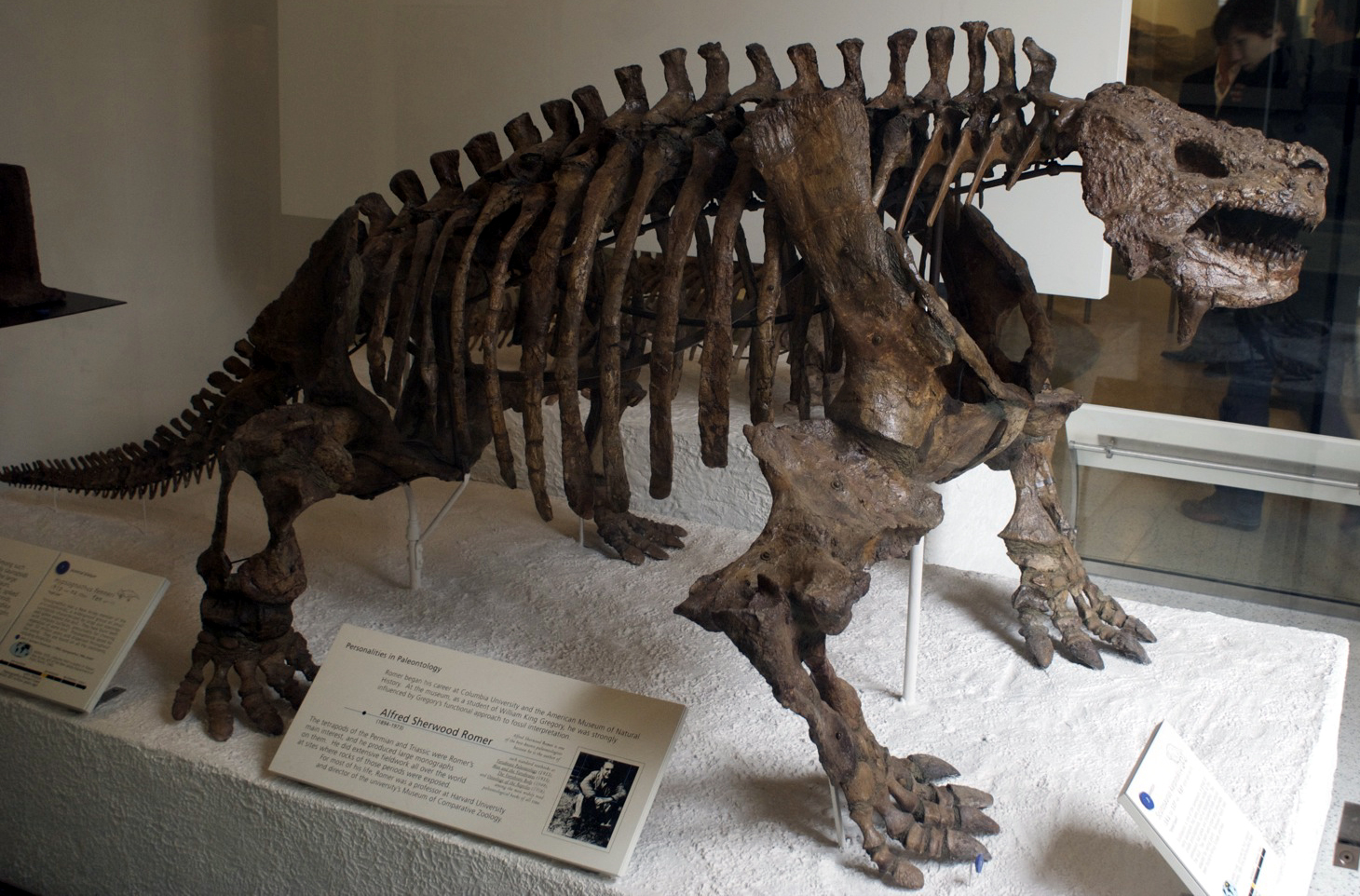
Scutosaurus
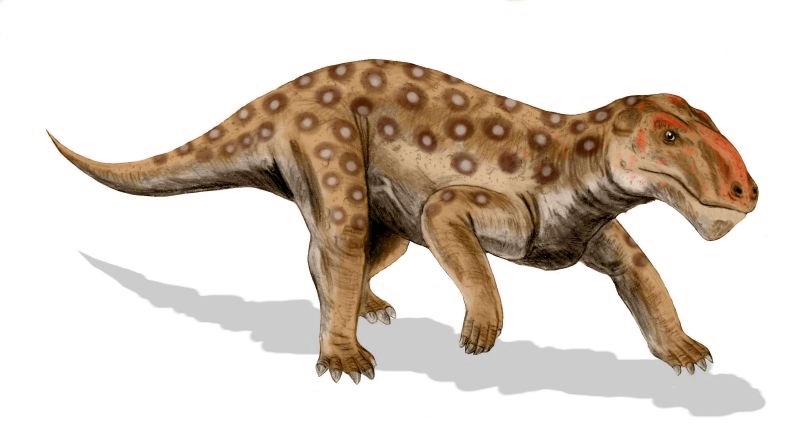
Lycaenops
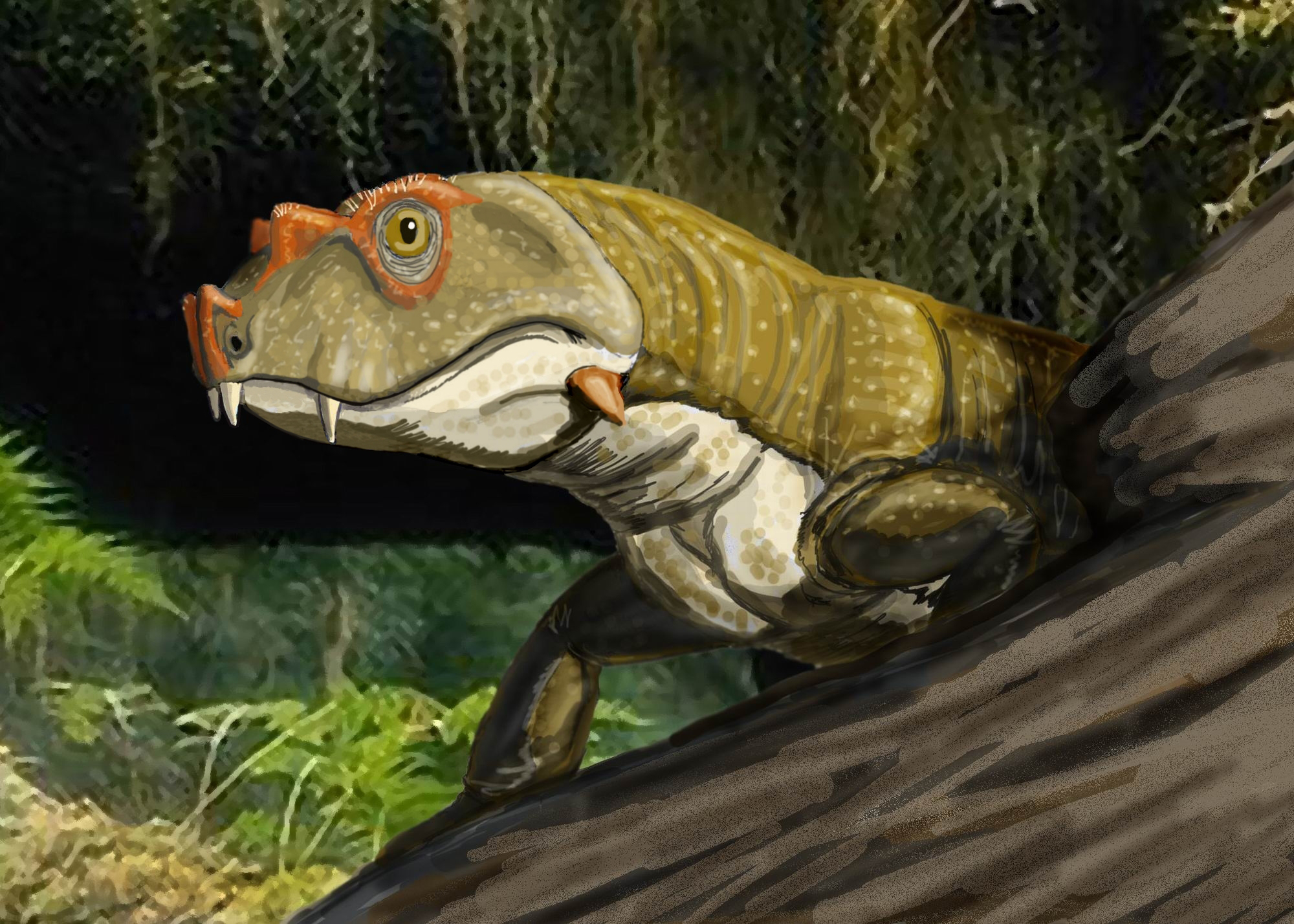
Tetraceratops
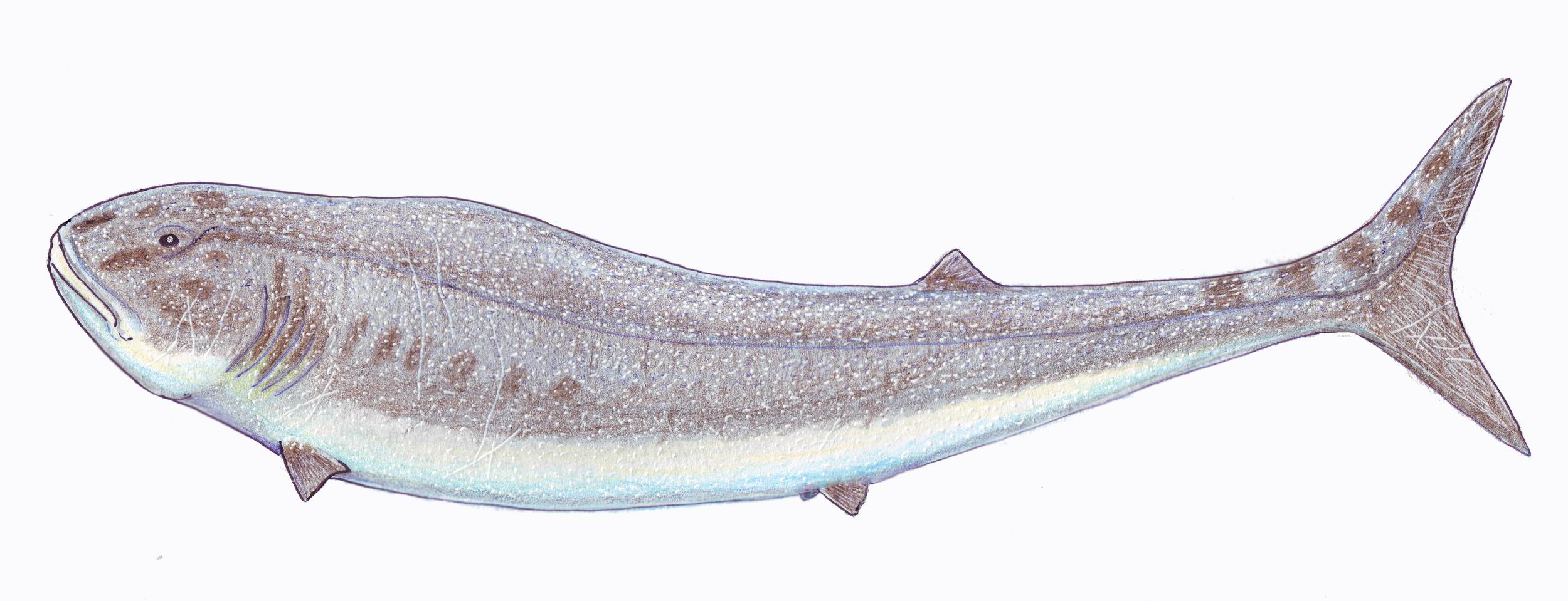
Orodus
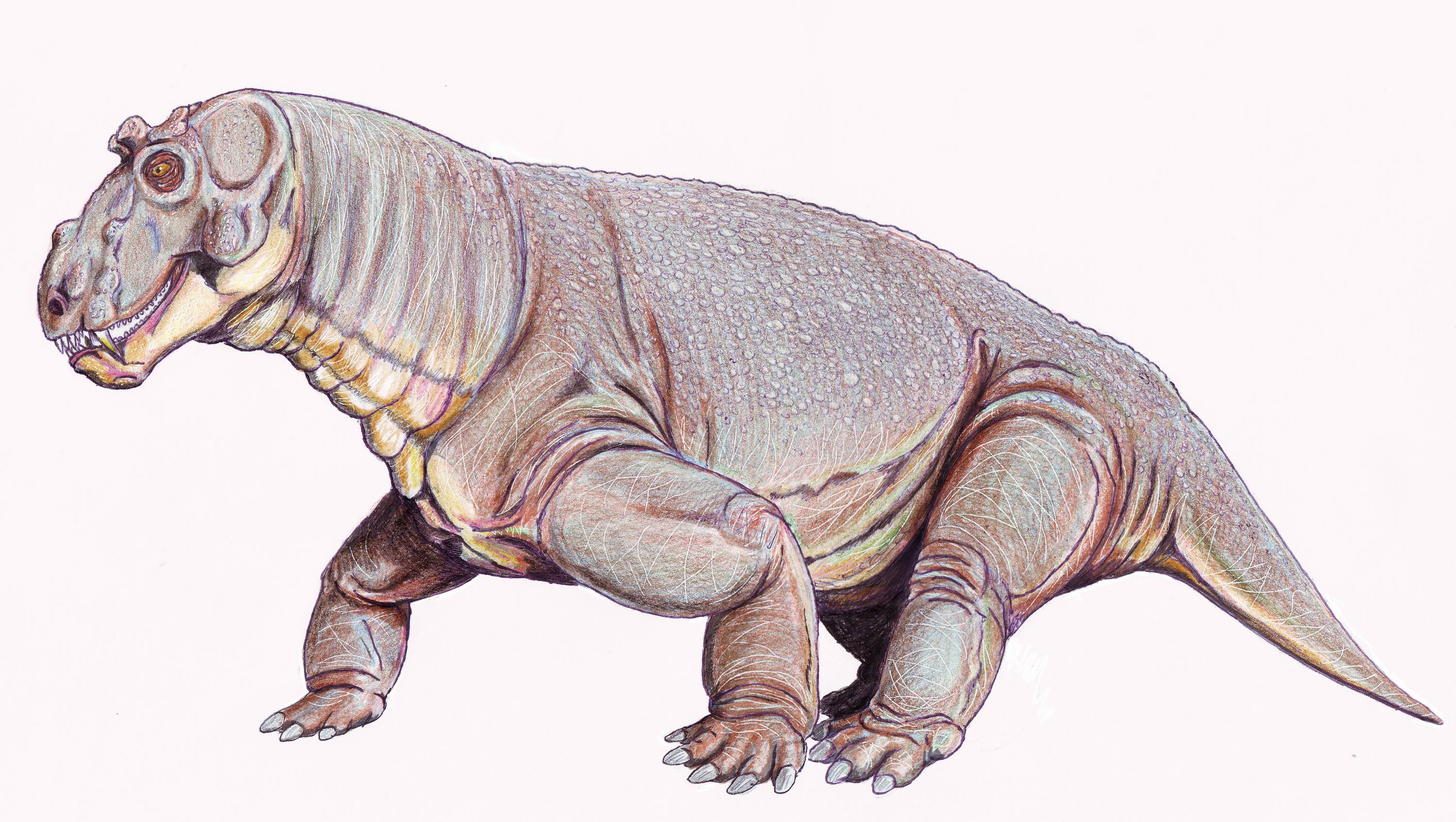
Estemmenosuchus
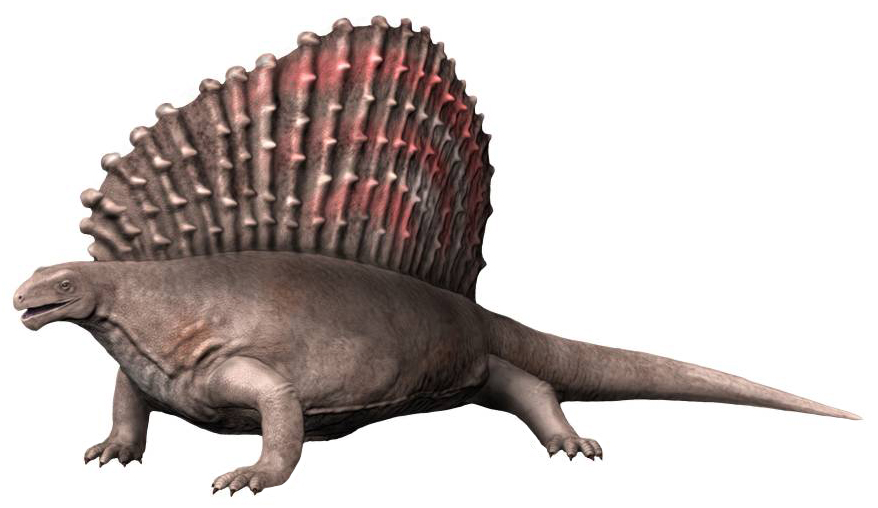
Edaphosaurus
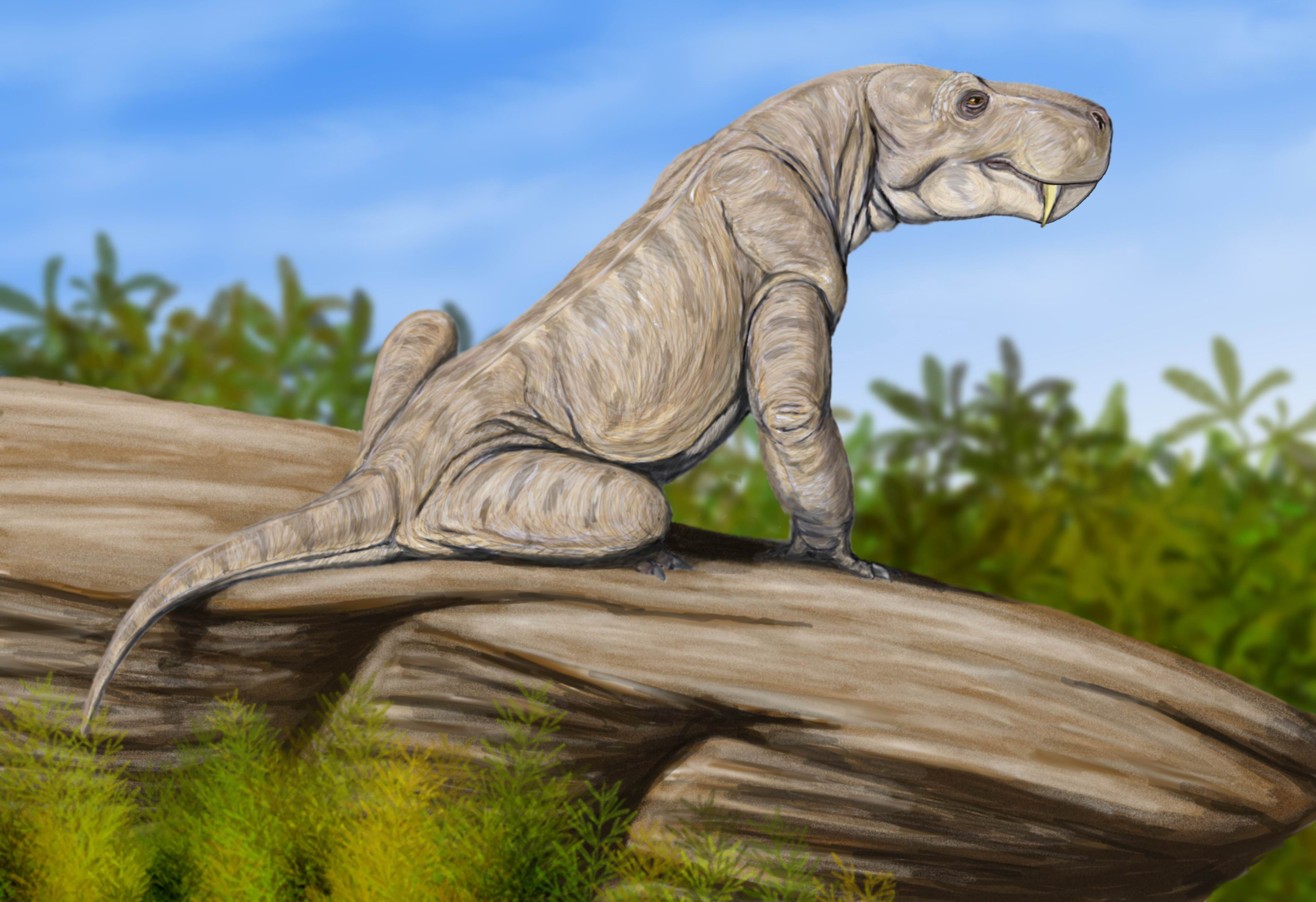
Dinogorgon (Gorgonopsia)

### Flora

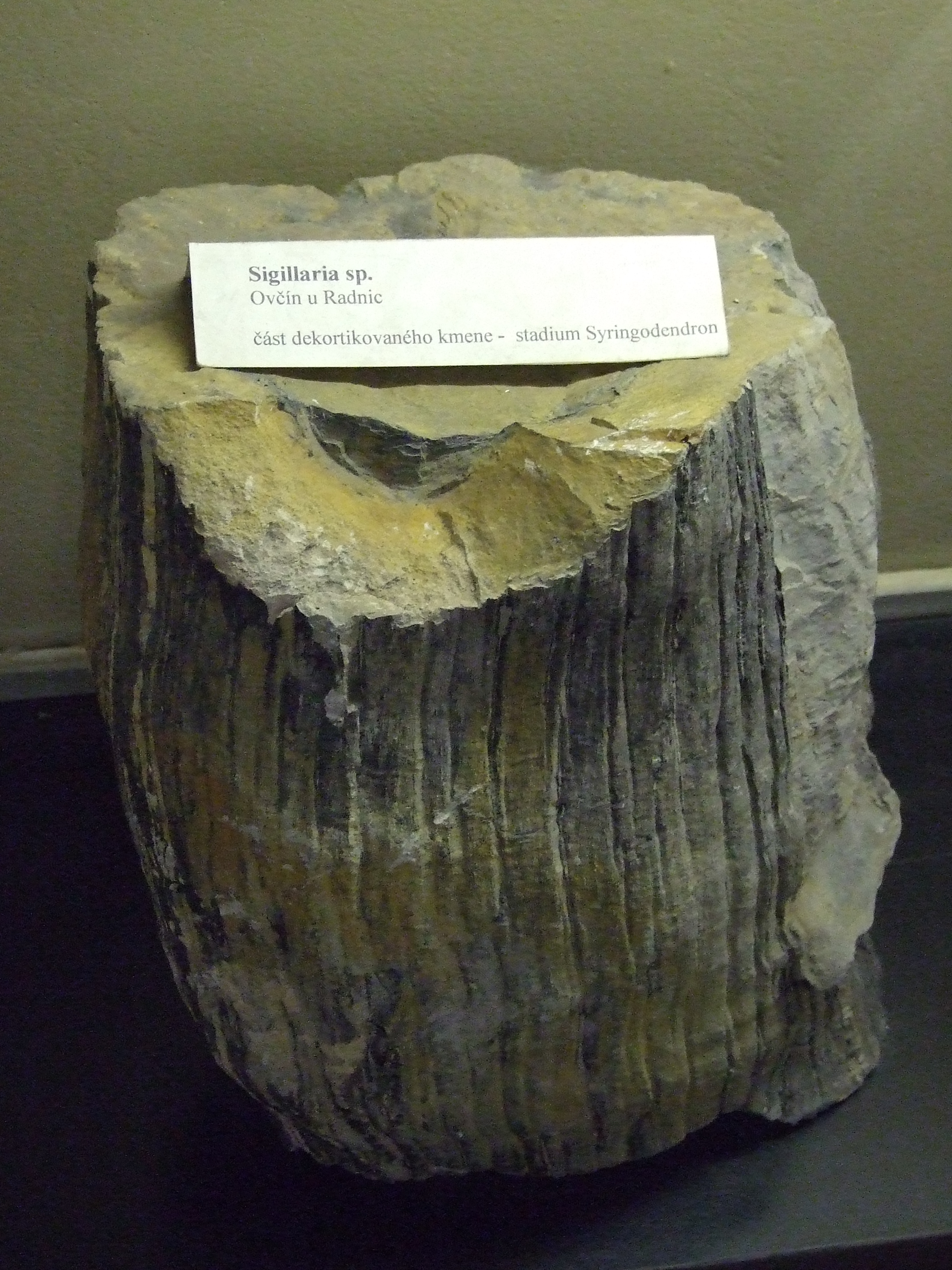
Tronco fossile di Sigillaria

La flora permica è caratterizzata da due province floristiche molto diverse: nell'emisfero settentrionale (Laurasia) prevalsero associazioni tipiche di climi caldi; soprattutto nel Permiano inferiore è molto simile alla flora di foresta tropicale umida vista nel carbonifero superiore (Calamites, felci, Lepidodendron, Sigillaria ecc.). Tale ambiente subì un'evoluzione durante tutto il Permiano ed il prevalere di condizioni sempre più aride ed inverni sempre più freddi, e la vegetazione tropicale venne gradualmente sostituita da piante xerofitiche di piccole dimensioni con fogliame ridotto, con una prevalenza, nel permiano superiore, di conifere, cicadacee, e ginkgoaceae primitive, che preannunciano le flore mesozoiche. Nei continenti dell'emisfero meridionale, invece, raggruppati nella Gondwana, dominarono associazioni a piccole felci di aspetto linguoide tipo Glossopteris, probabilmente adattatesi anche ai climi freddi.

### Estinzione di massa
Alla fine del Permiano si è verificata la più drammatica estinzione di massa della storia della Terra, una crisi biologica che ha interessato un gran numero di organismi, soprattutto marini (si ipotizza il 49% delle famiglie paleozoiche e il 72% dei generi, contro il tasso medio di estinzione del 17% degli altri periodi). La causa di questa grande crisi è ancora dibattuta e per essa sono state proposte varie spiegazioni:
- improvviso aumento della radiazione cosmica,
- fluttuazione nel contenuto d'ossigeno nell'atmosfera,
- aumento della salinità negli oceani,
- diminuzione della produttività dei mari,
- inversione del campo magnetico terrestre,
- caduta di un asteroide (diametro ipotizzabile: 50 km, luogo impatto ipotizzabile: Antartide);[8][9] un altro possibile candidato come sito di impatto è il cratere dei Bedout, a poca distanza dalla costa australiana.[10][11]
- vulcanismo esteso con effetti quali piogge acide, incendi, maggiori radiazioni ultraviolette e anidride carbonica.[6]
- una notevole emissione di acido solfidrico (H2S) da parte di batteri anossici nell'oceano. L'acido solfidrico, forte riducedente, andò ad interagire con l'ozono atmosferico, impoverendo lo strato di ozono e privando così il pianeta del suo effetto di filtro delle radiazioni ultraviolette.[12]

Tutte queste spiegazioni, non necessariamente slegate l'una dall'altra, richiedono l'intervento di un evento esterno eccezionale, teoricamente possibile ma non documentato. Secondo parecchi autori non occorre scomodare fenomeni al di fuori del principio dell'uniformitarismo per spiegare la crisi biologica della fine del Permiano, in quanto questa può essere stata determinata dalla concomitanza di fenomeni che operano anche oggigiorno.
Due eventi in particolare sarebbero la causa di una simile strage: le fluttuazioni climatiche in primo luogo e i cambiamenti paleogeografici del tardo Permiano in secondo. Le brusche variazioni climatiche con alternanza di periodi glaciali e interglaciali avrebbero causato forti estinzioni nelle faune e nelle flore continentali nonché una marcata specializzazione della fauna marina. Alla pari di tutte le crisi biologiche in genere, la perdita di un certo numero di specie ha creato un forte squilibrio negli ecosistemi, causando in tal modo una reazione a catena nella quale sono state coinvolte molte altre forme viventi. In queste condizioni di equilibrio biologico precario si sarebbe verificato inoltre un abbassamento del livello dei mari, forse a causa del mutamento delle dinamiche del mantello terrestre, e la conseguente emersione di ampi territori dapprima sommersi. Ciò ridusse il numero e la varietà delle nicchie ecologiche a disposizione degli organismi marini e quindi a una drastica riduzione delle ricche popolazioni costiere.
Un'altra teoria sostiene la sequenza di tre fasi: la prima indusse distruzioni di habitat, instabilità climatica a causa dell'abbassamento del livello del mare intorno al continente unico Pangea; in un secondo tempo si ebbe il vulcanismo diffuso con l'immissione di enormi quantità di anidride carbonica; infine il livello marino risalì provocando inondazioni.